# Pianosonate nr. 7 (Tisjtsjenko)
Boris Tisjtsjenko voltooide zijn Sonate nr. 7 voor piano met klokken in 1982.
Deze sonate is middelmatig moeilijk qua techniek ; zij wijkt daarin niet af van andere sonates voor dat instrument. Wat een extra handicap is in dit werk, is het verschil in dynamiek, dat gedurende het werk voorbijkomt. Dat verschil wordt mede veroorzaakt door de "tweede stem" in dit werk. Meestal is dat bij een sonate de piano zelf (in combinatie met ander instrumenten); hier zijn buisklokken de tweede stem. Dat gaf de componist de mogelijkheid een aantal varianten in deze sonate te stoppen:
- een piano die klinkt als piano in de meer zachtere en technische gedeelte;
- een piano die klinkt als buisklokken; er moet af en toe fortississimo gespeeld worden als de piano als intro of outro speelt van de klokken;
- buisklokken die spelen als piano, zoals bij het slot, waarbij de kleine klokken (glockenspiel) het werk als een piano besluiten;
- buisklokken die spelen als kerkklokken, zoals in de introductie van dit werk.

De buisklokken vormen het begin van deel 1, het andante, die in een crescendo de muziek als het ware doorgeven aan de hamerende pianist. Vervolgens ontwikkelt het eerste deel als elk andere sonate. Het thema van het tweede gedeelte wordt steeds onderbroken, maar eenmaal opgang moet het opboksen tegen fortississimo akkoorden. Daarna komt het thema op en verdwijnt het weer gedurende het verloop. Na wederom een fortississimo-passage treedt de rust in, die wordt uitgewerkt via de kleine klokken, die een gavotteachtig thema in decrescendo spelen, zodat de sonate in het niets verdwijnt.

## Delen
- Andante
- Lento (zonder onderbreking naar)
- Allegro

## Discografie
- Uitgave Northern Flowers: de componist achter de vleugel, Alexander Mikhaylov klokken; (gelijke samenstelling als een Melodya-elpee);
- Uitgave Albany Records; Sedmara Zakarian Rutstein (piano), Michael Rosen (bells)